# Sønder Feldborg Plantage
Sønder Feldborg Plantage  er en omkring 10 km² stor plantage beliggende nord for Herning mellem Karup og Holstebro I Herning Kommune. Plantagen ligger i trekanten mellem landsbyerne Simmelkær, Hodsager og Feldborg, vest for Primærrute 34 der forbinder Herning og Skive. Området består dels af nåletræsplantage og dels af lysåbne arealer, et areal 120 ha, og er ejet af Naturstyrelsen og udgør Natura 2000-område nr. 63 Sønder Feldborg Plantage. 
I Natura 2000-området, der  ligger i den nordlige ende plantagen,  ligger flere småsøer, hvor den største er Lillesø på ca. 3 ha.   Her ligger rester af to studefolde, som blev brugt frem til 1870, da en gamle studevej fra Salling passerede  her forbi .

## Eksterne kilder og henvisninger
1. ↑  Hedearealer i Sdr. Feldborg Plantage på dofbasen.dk

- Om naturplanen Arkiveret 3. november 2014 hos  Wayback Machine på Naturstyrelsens websider

|  | Denne artikel om lokaliteten Sønder Feldborg Plantage kan blive bedre, hvis der indsættes et (bedre) billede. Du kan hjælpe ved at afsøge Wikimedia Commons for et passende billede eller lægge et op på Wikimedia Commons med en af de tilladte licenser og indsætte det i artiklen. |

56°18′35.41″N 8°57′39.96″Ø / 56.3098361°N 8.9611000°Ø